# Кривецький Микола Миколайович
Кривецький Микола Миколайович (19 грудня 1945, с. Гермаківка Борщівського району Тернопільської області — 2005) — український перекладач, есперантист.

## Життєпис
Закінчив Львівський лісотехнічний інститут (1969, нині Національний лісотехнічний університет).
Член Всесвітньої та Української есперанто-асоціацій, академік Української Академії економічної кібернетики. Голова Тернопільського міського клубу есперантистів «Терноцвіт» (1984—2005); викладач есперанто.

## Перекладацька діяльність
Перекладач творів тернопільських письменників, популяризатор досягнень української культури за межами країни.
У перекладі мовою есперанто, який здійснив Кривецький, видані збірки:
- Богдана Андрушківа «У дзеркалі слова» (1999),
- Богдана Мельничука «Крапелини плюс» (2001) і «Нові крапелини»,
- Володимира Барни «Сльоза в зіницях неба» (обидві — 2002),
- Богдана Хаварівського «Метелики юності на павутинці осені» (2003),
- поетична антологія Тернопілля «Суцвіття любові і болю» (2004).